# Markus Beck

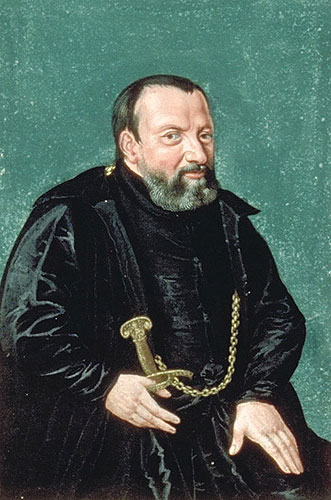
Markus Beck von Leopoldsdorf, Ritter

Markus Beck von Leopoldsdorf (* 26. April 1491 in Mengen (Baden-Württemberg); † 20. März 1553 in Schloss Leopoldsdorf) war ein österreichischer Adliger und niederösterreichischer Kanzler.

## Leben
Markus war der Sohn von Konrad Beck und Anna Luttersey aus Ravensburg geboren. Er studierte in Tübingen und ab 1510 in Wien, wo er 1513 Prokurator des niederösterreichischen Landrechts wurde. 1515 promovierte er zum Doktor der Rechte in Ferrara. Erzherzog Ferdinand I. ernannte ihn 1522 zu seinem Rat und Kammerprokurator (dieser vertrat die Ansprüche der landesfürstlichen Kammer). Im Wr. Neustädter „Blutgericht“ führte er die Anklage. 1526 wurde er niederösterreichischer Vizedom (bis 1539), 1529 war er Proviantmeister der Stadt Wien während der Ersten Türkenbelagerung.
1530 wurde Markus Beck von König Ferdinand in Prag zum Ritter geschlagen.
Von 1539 bis zu seinem Tod war er Kanzler des „niederösterreichischen Regiments“ (das waren Nieder- und Oberösterreich, Steiermark, Kärnten und Krain).
1519 kauft er ein Haus in Wien, 1523 die Herrschaft Leopoldsdorf und nennt sich dann Beck von Leopoldsdorf.
Markus Beck war dreimal verheiratet: 1516 mit der Witwe Apollonia Lazar, geborene Leuninger (1482–1521). 1522 ehelichte er Martha Heuberger (1507–1543), mit der er acht Kinder hatte, von denen aber nur zwei die Eltern überlebten (Barbara verehelichte Zinzendorfer und Hieronymus von Beck). 1544 heiratete er dann Barbara von Werdenstein (oder Wartenstein) (1508–1557).
Markus Beck begann eine Familienchronik zu verfassen, die von seinen Söhnen Hans und Marcus und seinem Enkel Hieronymus ergänzt wurde.